# Светът на диска (свят)
Светът на Диска е въображаема планета, измислена от английския писател Тери Пратчет и подробно описана и развита в неговата поредица от над 30 книги „Истории от Света на Диска“.

## Описание
Светът на Диска се носи из пространството на гърба на четири гигантски слона. Те, от своя страна са стъпили на корубата на още по-гигантската костенурка А'Туин. Противно на всички закони на физиката и астрономията този свят не се върти около някое слънце. Неговото миниатюрно слънце се върти около него.
Тонове вода се изливат от Ръба на Диска в космическото пространство всяка секунда. Това обаче, противно на понятията на географията, не довежда до пресушаване.

## Предишни образи
За пръв път Пратчет използва образа на плосък свят в „Страта“, издадена през 1981 г. Там обаче планетата се контролира от гигантски суперкомпютър.